# Minecraft Legends
Minecraft Legends — це бойова-стратегічна відеогра розроблена Mojang Studios і Blackbird Interactive і опублікована Xbox Game Studios. Його планується випустити для Nintendo Switch, PlayStation 4, PlayStation 5, Windows, Xbox One і Xbox Series X/S 18 квітня 2023 року. Це спін-офф «Minecraft».

## Ігровий процес
«Minecraft Legends» — це стратегічна екшн-відеогра, яка містить стратегічні елементи в основі, а механіка натхненна екшн-іграми. Він досліджується з точки зору третьої особи. У грі є як кооперативна, так і змагальна багатокористувацька.

## Сюжет
«Minecraft Legends» розгортаються у всесвіті «Minecraft» під час вторгнення свиней з Пустоти. Коли Пустота поширює свою корупцію Поверхнім світом, великий герой (гравець) приносить свій прапор, щоб врятувати наземний світ і об’єднати його мобів, щоб допомогти захистити свій дім. Події, в яких відбуваються «Legends», не є ні фактом, ні вигадкою у всесвіті «Minecraft», а скоріше відбуваються в казці, яка передається з покоління в покоління.

## Розвиток
«Minecraft Legends» почали розробляти в 2018 році. Гру було анонсовано під час Xbox і Bethesda Games Showcase 12 червня 2022 року. Після шоу трейлер на каналі «Minecraft» YouTube підтвердив додаткові платформи. Він розроблений творцями серіалу Mojang Studios у співпраці з Blackbird Interactive, командою, заснованою колишніми співробітниками Relic Entertainment, які найбільш відомі розробкою стратегій в реальному часі Homeworld.
«Minecraft Legends» наразі планується випустити 18 квітня 2023 року.